# Буда (Заможне)
Буда (до 1946 року — Шиєцька Буда, рос. Шиецкая Буда) — колишнє село у Троянівській волості Житомирського повіту Волинської губернії та Улянівській, Будянській (Шиєцько-Будській), Буківській і Високопічській сільських радах Троянівського, Довбишського (Мархлевського), Житомирського районів і Житомирської міської ради Волинської округи, Київської й Житомирської областей. У 1925—54 роках — адміністративний центр колишньої однойменної сільської ради.

## Населення
У 1906 році нараховувалося 448 жителів, дворів — 67, на 1923 рік — 121 двір та 818 мешканців.

## Історія
На околиці села, близько 1 км на захід, на підвищенні біля Галого (Вовчого) болота, ще у 1891 році була група давньоруських могильників. Кургани були невисокі (бл. 1 м), округлі. Після вирубки лісу їх розорали. Місцевість досліджував С. С. Гамченко, котрий повідомляв про знайдені там уламки глиняного посуду, пряслиця, залізні сокирки. Також було знайдено залізний широкий меч, довжиною близько метра.
У 1906 році — сільце Шиєцька Буда Троянівської волості (6-го стану) Житомирського повіту Волинської губернії. Відстань до губернського та повітового центру, м. Житомир, становила 28 верст, до волосного центру, містечка Троянів — 24 версти. Найближче поштово-телеграфне відділення розташовувалося в Житомирі.
У 1923 році увійшло до складу новоствореної Улянівської сільської ради, котра, 7 березня 1923 року, включена до складу новоутвореного Троянівського району Житомирської округи. Відстань до районного центру, міст. Троянів, становила 22 версти, до центру сільської ради, с. Улянівка — 3 версти.
Від 1 вересня 1925 року — адміністративний центр новоствореної Шиєцько-Будської сільської ради Довбишського (згодом — Мархлевський) району Житомирської (згодом — Волинська) округи.
Село згадується в доповідній записці Мархлевського райкому до Київського обкому КП(б)У від 6 березня 1933 року, де йдеться про випадки голоду й, в зв'язку з цим, наміри селян розібрати посівний матеріал, продукти та майно колгоспу.
17 жовтня 1935 року, внаслідок розформування Мархлевського району, Шиєцько-Будську сільську раду підпорядковано Житомирській міській раді Київської області. 14 травня 1939 року, відповідно до указу Президії Верховної ради Української РСР «Про утворення Житомирського сільського району Житомирської області», село, в складі сільської ради, включене до новоствореного Житомирського району Житомирської області.
7 червня 1946 року, відповідно до указу Президії Верховної ради Української РСР «Про збереження історичних найменувань та уточнення і впорядкування існуючих назв сільрад і населених пунктів Житомирської області», село отримало назву Буда, сільську раду перейменовано на Будянську.
11 серпня 1954 року, відповідно до указу Президії Верховної ради Української РСР «Про укрупнення сільських рад по Житомирській області», Будянську сільську раду ліквідовано, село включене до складу Буківської сільської ради Житомирського району. 29 травня 1967 року, відповідно до рішення Житомирського облвиконкому № 269 «Про віднесення сіл Лугини і Червоноармійська до категорії селищ міського типу та зміни адміністративної підпорядкованості окремих населених пунктів області», село підпорядковане Високопічській сільській раді Житомирського району.
19 січня 1981 року, відповідно до рішення Житомирського облвиконкому «Про внесення змін в адміністративно-територіальний поділ окремих районів», с. Буда об'єднане із с. Заможне в один населений пункт — Заможне.